# Circulara Amasya

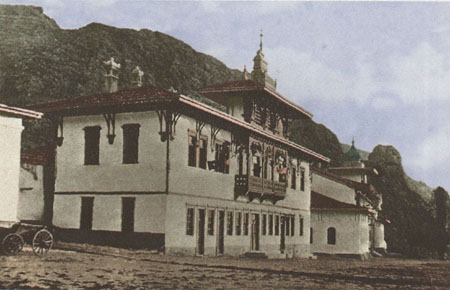
Cazarma Saraydüzü din Amasya unde a fost concepută Circulara Amasya, care avea să fie transmisă prin telegraf în întreaga Turcie

Circulara Amasya (în limba turcă: Amasya Genelgesi ori Amasya Tamimi) a fost un document comun emis pe 22 iunie 1919 de către Fahri Yaver-i Hazret-i Șehriyari  („Onorabilul Aghiotant al Maiestății Sale Sultanul”), Inspector al Amatei a 9-a,  general-maior Mustafa Kemal Pașa, fostul ministru al Marinei Hüseyin Rauf Bei, comandantul  Corpului al 3-lea de Armata din Sivas,  colonelul Refet Bey, comandantul Corpului al 10-lea de Armată di n Ankara, generalul-maior Mirliva Ali Fuad Pașa. În timpul întâlnirilor celor de mai sus, mai mulți responsabili militari au fost consultați telegrafic: inspectorul Inspectoratului Armatei a 2-a, generalul-maior  Mersinli Cemal Pașa și comandantul Corpului al 15-lea de Armată din Erzurum, generalul maior Kâzım Karabekir Pașa. Această circulară este considerată primul document oficial care a dus la declanșarea Războiului de Independență al Turciei. 
Autorii circularei declarau că independența și integritatea teritorială a Turciei sunt în pericol și convocau o conferință națională care să aibă loc la Sivas. De asemenea, mai înainte de această conferință, era convocat un congres național al reprezentanților provinciilor estice ale Anatoliei la Erzurum. 